# The Cold White Light
The Cold White Light – siódmy album fińskiego zespołu metalowego Sentenced, wydany w maju 2002 roku przez wytwórnię Century Media Records. Ograniczona część nakładu zawierała film do piosenki "Killing Me Killing You" z albumu Crimson, oraz nalepkę zespołu Sentenced.

## Twórcy
- Ville Laihiala – śpiew
- Miika Tenkula – gitara
- Sami Lopakka – gitara
- Sami Kukkohovi – gitara basowa
- Vesa Ranta – perkusja

Gościnnie
- Marco Sneck - fortepian (w utworze "Guilt and Regret")

## Lista utworów
| Nr  | Tytuł utworu                                     | Słowa                  | Muzyka         | Długość |
| --- | ------------------------------------------------ | ---------------------- | -------------- | ------- |
| 1.  | „Konevitsan Kirkonkellot” (utwór instrumentalny) |                        | melodia ludowa | 1:40    |
| 2.  | „Cross My Heart and Hope to Die”                 | Sami Lopakka           | Lopakka        | 4:04    |
| 3.  | „Brief Is the Light”                             | Lopakka                | Miika Tenkula  | 4:23    |
| 4.  | „Neverlasting”                                   | Ville Laihiala         | Laihiala       | 3:35    |
| 5.  | „Aika Multaa Muistot (Everything Is Nothing)”    | Laihiala               | Laihiala       | 4:33    |
| 6.  | „Excuse Me While I Kill Myself”                  | The Serial Self-Killer | M. Steelgrave  | 3:48    |
| 7.  | „Blood and Tears”                                | Lopakka                | Tenkula        | 4:15    |
| 8.  | „You Are the One”                                | Lopakka                | Tenkula        | 4:29    |
| 9.  | „Guilt and Regret”                               | Lopakka                | Tenkula        | 3:44    |
| 10. | „The Luxury of a Grave”                          | Lopakka                | Tenkula        | 4:44    |
| 11. | „No One There”                                   | Lopakka                | Tenkula        | 6:14    |
|     |                                                  |                        |                | 45:29   |